# 于權伸
于权伸（1904年—1973年），原名于泉深，辽宁西丰人。1955年授予中国人民解放军少将军衔。生于1904年，授衔时51岁。原东北军将领出身，在东北军第127师647团任连长。荣获一级独立自由勋章、一级解放勋章。1973年11月24日逝世，享年69岁。

## 任职

### 抗日战争时期
担任师级以上干部，专任军事领导职务。先后担任冀中人民自卫军第9大队大队长，第2团团长，冀中军区第二军分区司令员，第7军分区司令员。

### 第二次国共内战时期
担任冀中军区军政干部学校校长，华北军区209师师长。

### 新中国时期
担任绥远省军区司令部参谋长，河北省军区副司令员。

## 生平
于权伸虽然没有经过长征，但是他在抗日战争和第二次国共内战中，成为八路军、新四军和解放军中的佼佼者。他以参加八路军为起点，最后被授予少将军衔。抗日战争时期担任过冀中人民自卫军第2总队总队长，第8支队兼第2分区司令员。在担任冀中军区第7军分区司令员时，率部参加了百团大战。

## 经历
- 1927年入东北军讲武堂学习。
- 1937年加入中国共产党。
- 1955年被授予少将军衔[1]。

## 荣誉
荣获一级独立自由勋章、一级解放勋章。

## 学历
东北讲武堂毕业。